# Megathura crenulata
Megathura crenulata is een slakkensoort uit de familie van de Fissurellidae. De wetenschappelijke naam van de soort is voor het eerst geldig gepubliceerd in 1825 door Sowerby I.
De soort komt voor aan de Californische kust. Hij heeft een schildvormige schelp waar in de top een gaatje zit dat wel 10 centimeter doorsnee kan hebben.